# Martragny
Martragny è un ex comune francese di 374 abitanti situato nel dipartimento del Calvados nella regione della Normandia. Dal 1º gennaio 2017 è stato accorpato ai comuni di Coulombs, Cully, e Rucqueville per formare il comune di Moulins en Bessin, del quale costituisce comune delegato.

## Società

### Evoluzione demografica
Abitanti censiti